# Mumio Luperco
Mumio Luperco  fue un legado romano del siglo I durante el reinado del emperador Vespasiano.

## Carrera
Comandante de los cuarteles de invierno de dos legiones del ejército del Rin, la Legio XV Primigenia, de la que era legado, y la Legio V Alauda, fue enviado por Marco Hordeonio Flaco a combatir la rebelión de los bátavos en Germania Inferior. Fue derrotado por Julio Civilis y obligado a retirarse a Castra Vetera (cerca de la actual ciudad de Xanten, Alemania). Allí, reparó las fortificaciones y resistió con éxito el asedio de los bátavos hasta que sus soldados, hambrientos y desmoralizados, fueron convencidos por Julio Clásico para rendirse a Civilis (h. 69 - 70). 
Luperco fue enviado como presente a la profetisa germánica Veleda, que había predicho el éxito de los insurgentes, pero fue asesinado durante el viaje.